# ウィリアム・ボーヴィング
- ウィリアム・ベーヴィング

ウィリアム・ボーヴィング・ヴィック (Willian Bøving Vick , 2003年3月1日 - )は、デンマーク・デンマーク首都地域コペンハーゲン出身のプロサッカー選手。オーストリア・ブンデスリーガ・SKシュトゥルム・グラーツ所属。ポジションは FW。

## クラブ経歴
7歳の時に地元のFCコペンハーゲンのユースチームに入団。2020年にトップチームに昇格。2020-21シーズン終盤にトップチームに定着し、2021年2月4日のオールボーBK戦でプロデビュー。翌2021-22シーズンより出場機会が増え、同年9月12日のラナースFC戦でプロ初ゴールを記録。同シーズンはリーグ戦26試合2ゴールを決め、デンマーク・スーペルリーガ優勝に貢献した。
2022年8月30日、SKシュトゥルム・グラーツと4年契約を締結。10月2日のFKアウストリア・ウィーン戦で移籍後初ゴールを記録。10月13日のUEFAヨーロッパリーググループリーグのSSラツィオ戦では、自身初のマルチゴールを決めた。

## 代表歴
プロデビュー前の2018年から、各ユース世代のデンマーク代表でプレーしている。

## タイトル
コペンハーゲン
- デンマーク・スーペルリーガ : 1回 (2021-22)

シュトルム・グラーツ
- オーストリア・カップ : 1回 (2022-23)